# Bătrână cu gâștele (pictură de Nicolae Grigorescu)
Acest articol dezvoltă secțiunea Opera a articolului principal Nicolae Grigorescu.
Bătrână cu gâștele este o pictură realizată de pictorul român Nicolae Grigorescu la Barbizon. Pictura face parte din tematica chipurilor de bătrâne pe care artistul a început s-o trateze în opera sa în perioada 1867 - 1868. Tabloul a fost donat de pictor familiei Ganne care avea Hanul Ganne de la Barbizon. Tabloul a aparținut familiei până în anul 1910. Ulterior, Hanul Ganne s-a transformat într-un muzeu care avea ca exponate lucrări ale artiștilor Școlii de la Barbizon ce au locuit acolo. La indicația lui Alexandru Vlahuță, Bătrână cu gâștele a fost achiziționată de către fiul pictorului - Gheorghe Grigorescu.
Bătrână cu gâștele este înfățișată monumental din punctul de vedere al execuției și ea este una dintre cele mai reușite lucrări din pictura românească.

## Tipologia chipurilor de bătrână în opera lui Nicolae Grigorescu
Chipurile de bătrâne au început să fie pictate de Nicolae Grigorescu începând din perioada anilor 1867 - 1868. Criticii de artă au considerat că toate aceste chipuri de femei în vârstă ar aminti de opera lui Jean-François Millet, însă George Oprescu a opinat că este o atribuire nedreaptă făcută pictorului francez. Oprescu a socotit că pictura este una cu totul personală, pe care Grigorescu a realizat-o într-un mod admirabil. Ceea ce s-a considerat a fi influență din partea lui Millet, ar fi cromatica veșmintelor care ocupă în acest tablou un rol de prim-plan. Oprescu a apreciat că tratarea elementelor descriptive ale modelului înfățișat este una remarcabilă și veșmintele sunt reprezentative pentru costumația țăranilor francezi din acea epocă, acestea nefiind în niciun caz proprii modelelor folosite de Millet.
În susținerea afirmațiilor aduse, George Oprescu a declarat că pictura cea mai valoroasă în care a fost redată cel mai elocvent vestimenția acelor vremuri este Bătrână cârpind. Figura întreagă a bătrânei este fixată practic într-un peisaj. Artistul a mai încercat și în alte lucrări să reprezinte astfel de tematică, dar el nu a reușit niciodată să ajungă la acea armonie desăvârșită care se poate observa aici. Similară este și lucrarea intitulată Bătrână cu sacul.
La fel de reușită este și pictura în ulei Bătrâna cu coșul. Se vede o simpatie umană nu numai prin desenul precis afișat, ci și în atitudinea nobilă, de statuă, care-i conferă naturalețe în gestică. Trăsăturile feței sunt de fapt o mască a decrepitudinii și coloritul cu o gamă largă de griuri armonizează întreaga paletă.

## Descrierea lucrării

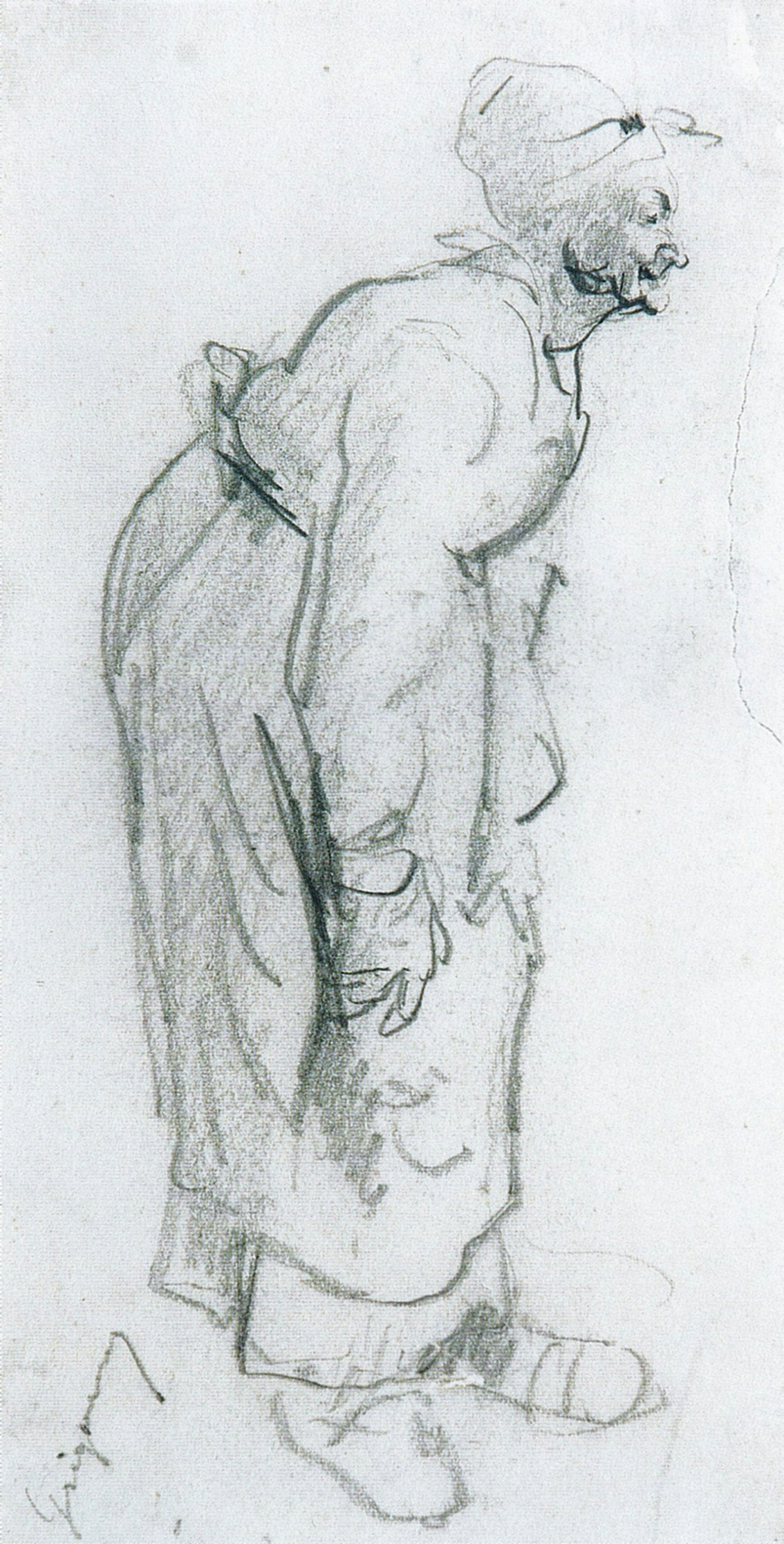
Studiu la Bătrână cu gâștele

Există mențiuni documentare care amintesc că o lucrare intitulată Femeia cu gâștele[A] ar fi fost cumpărată de fiul artistului direct de la Muzeul Ganne. Muzeul Ganne există și astăzi în clădirea hanului   unde a locuit Grigorescu în acele vremuri. Ca și alți pictori care au făcut parte din Școala de la Barbizon, acesta a donat hanului o serie de schițe precum și tabloul menționat. În acest mic muzeu de provincie au mai rămas alături de alte mici lucrări nevândute de Théodore Rousseau, Charles Jaque și Narcisse Díaz de la Peña, și o natură moartă cu flori intitulată Vas cu flori de Grigorescu.

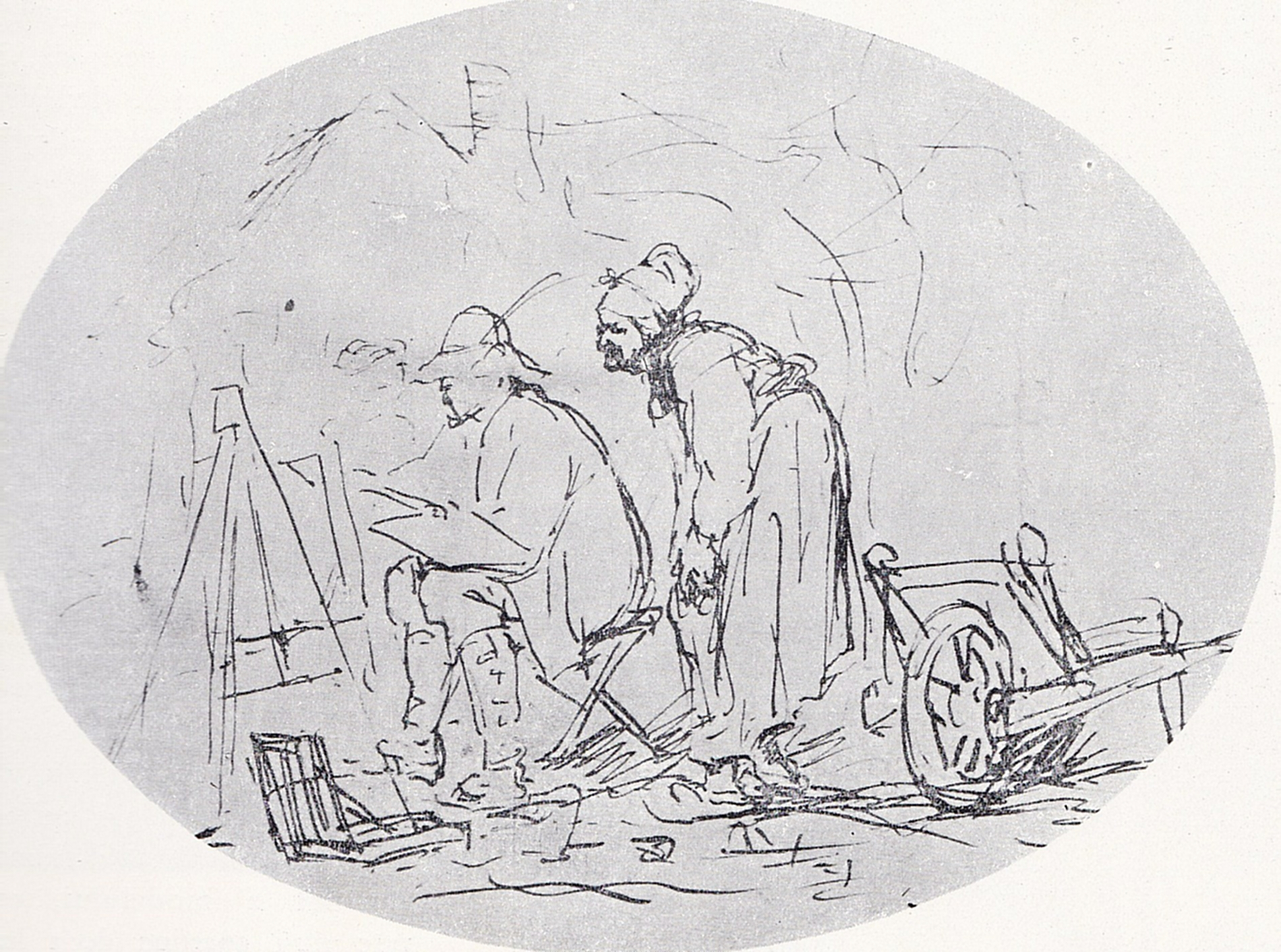
Pictorul și Bătrână cu gâștele

Până în anul 1910, pictura a aparținut descendenților lui Ganne, ulterior fiind cumpărată de la Muzeul Ganne de Gheorghe Grigorescu după indicația lui Alexandru Vlahuță, care știa de existența acesteia la Barbizon. Subiectul a fost inspirat din viața cotidiană a țăranilor din micul sat din pădurea Fontainebleau. Bătrână cu găștele este înfățișată monumental din punctul de vedere al execuției și ea este una dintre cele mai reușite lucrări din pictura românească cu o astfel de tematică.
Lucrarea Bătrână cu gâștele a fost una din picturile la care Grigorescu a ținut cel mai mult, Dovadă sunt numeroasele schițe în creion pe care le-a făcut. Există mai multe desene la Cabietul de stampe al Academiei Române, desene care au fost realizate ca studii în vederea execuției efective a picturii finale. Câteva studii au fost făcute pe o foaie de carte, o schiță în peniță în care bătrâna apare în spatele pictorului așezat la șevalet și un studiu în creion al siluetei bătrânei văzute monumental ca și în tabloul final. Acest studiu din urmă se află astăzi la Cabinetul de stampe al Muzeului Național de Artă al României. Bătrâna are prin trăsăturile feței ceva caricatural, dar care este o șarjă foarte reușită. Analiștii operei grigoresciene au considerat că înfățișarea femeii a urmat tipologia personajelor lui Honoré Daumier, deoarece atinge limitele caricaturii prin accentuarea cu predilecție a  trăsăturilor definitorii. Se poate spune că realizarea plastică are ceva din pictura monumentală, femeia trăiește efectiv în fața privitorului, cu toate că umanitatea din rândul căreia se trage este una mai puțin atrăgătoare. 
Execuția magistrală a acestei lucrări, ca urmare a unei serii de studii premergătoare, arată seriozitatea procesului de creație a unei opere de artă, care de altfel, dă privitorului senzația celei mai depline sontaneități. Ca finalitate a compoziției, artistul a adus ca personaje un cârd de gâște care ocupă primul plan al lucrării. Prin albul penajului și printr-un crâmpei de lumină ce se vede pe bereta fetiței și pe basmaua bătrânei, el a reușit să compenseze și să echilibreze zona întunecată aflată în partea din stânga a imaginii.
Pictura aduce în prim-plan un element esențial - culoarea, care definește volumele și materia picturală. Înfășurat în veșminte largi, trupul monumental al bătrânei se detașează și mai mult prin prezența fetiței care este realizată mai sumar, mai liber, într-o nuanță de albastru - între bătrână și toiagul său. Împovărată de ani și cu un zâmbet hâtru plin de tandrețe, chipul bătrânei contrastează cu silueta masivă și degajă o putere a vieții remarcabilă. Cu ajutorul mijloacelor plastice pe care artistul le-a avut la îndemână, acesta a reușit să figureze umorul și râsul sănătos, chiar puternic, care se desprinde prin contemplarea lucrării.

## Galerie

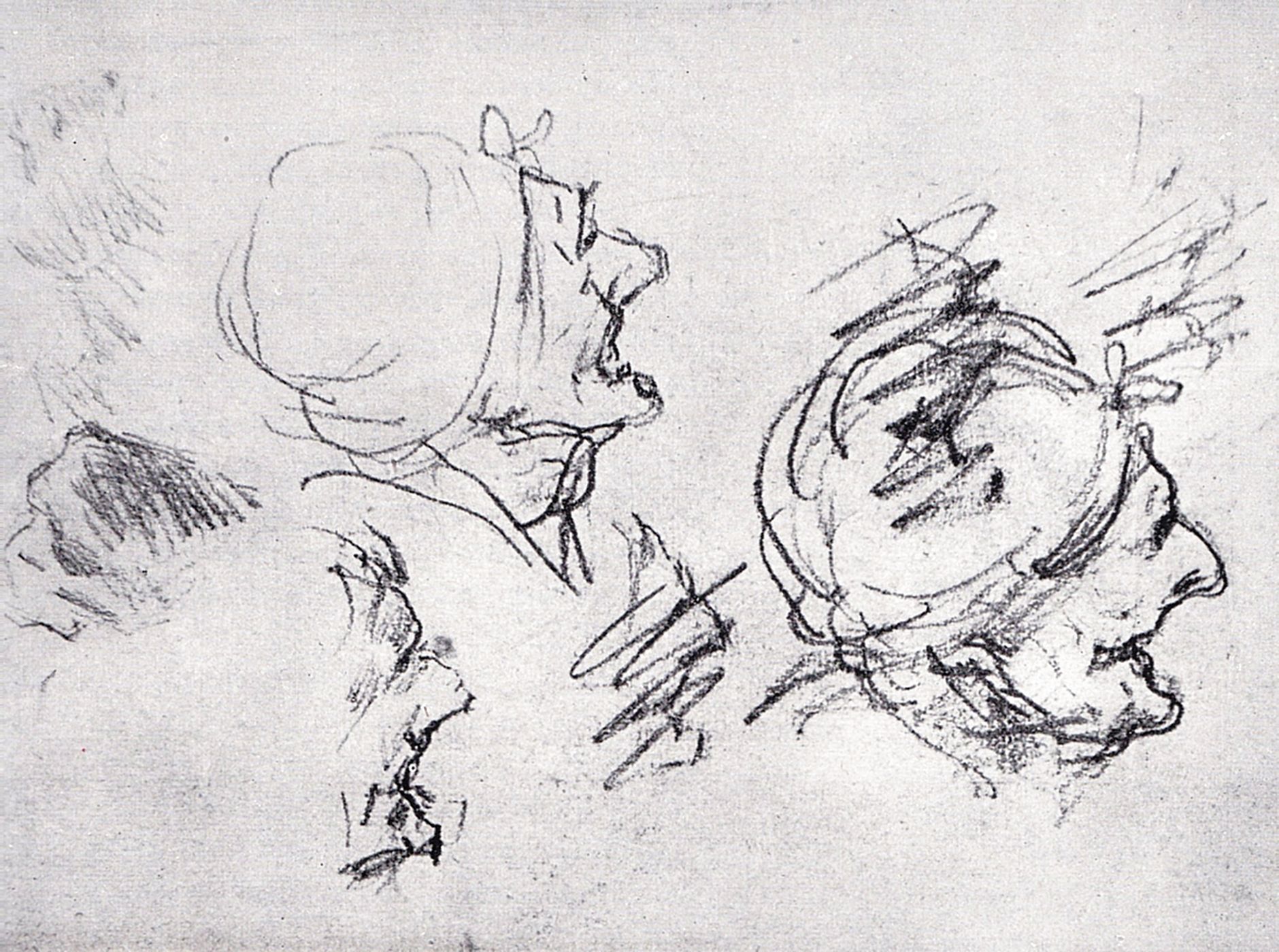
Studiu la Bătrână cu gâștele
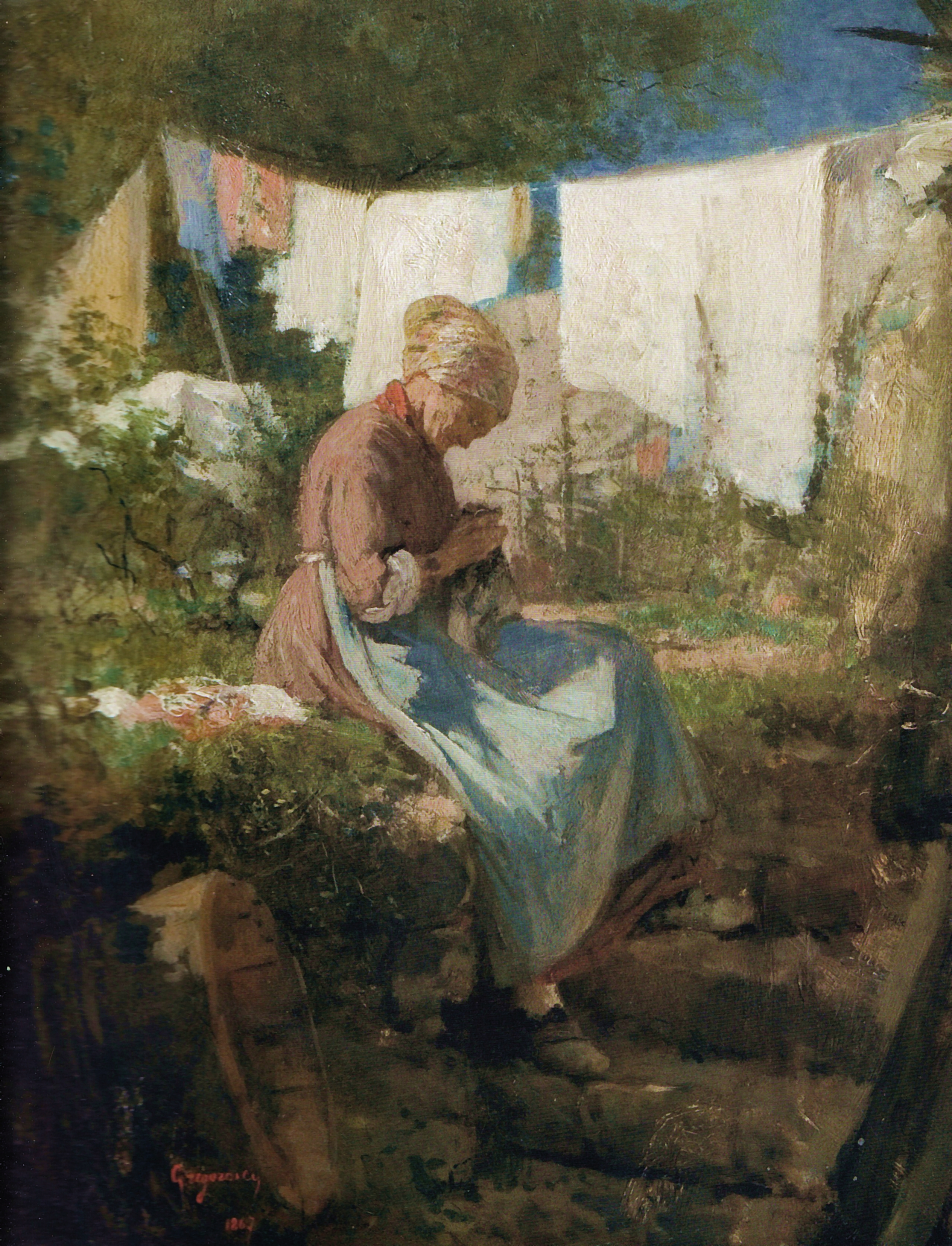
Bătrână cârpind
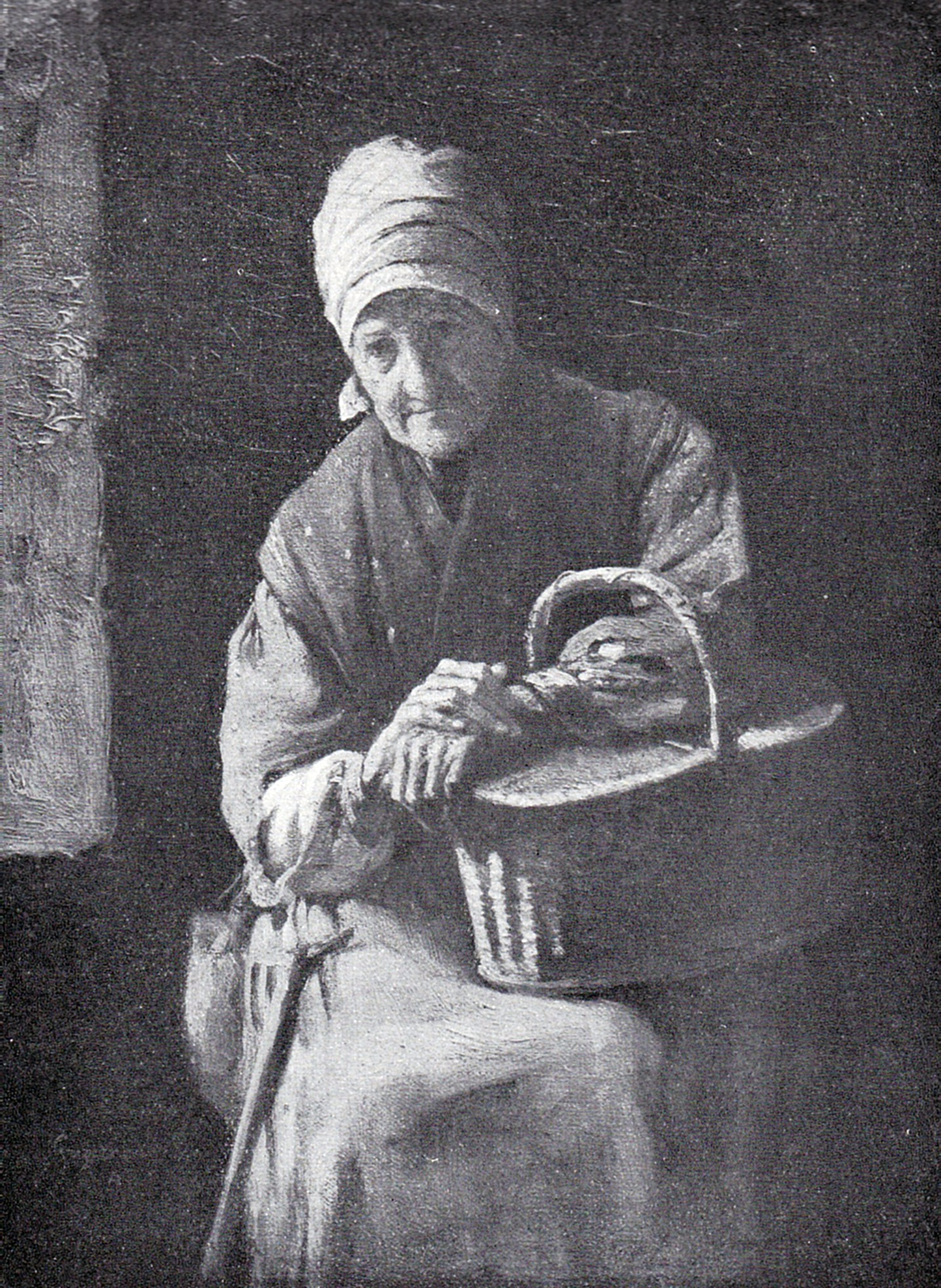
Bătrână cu coșul
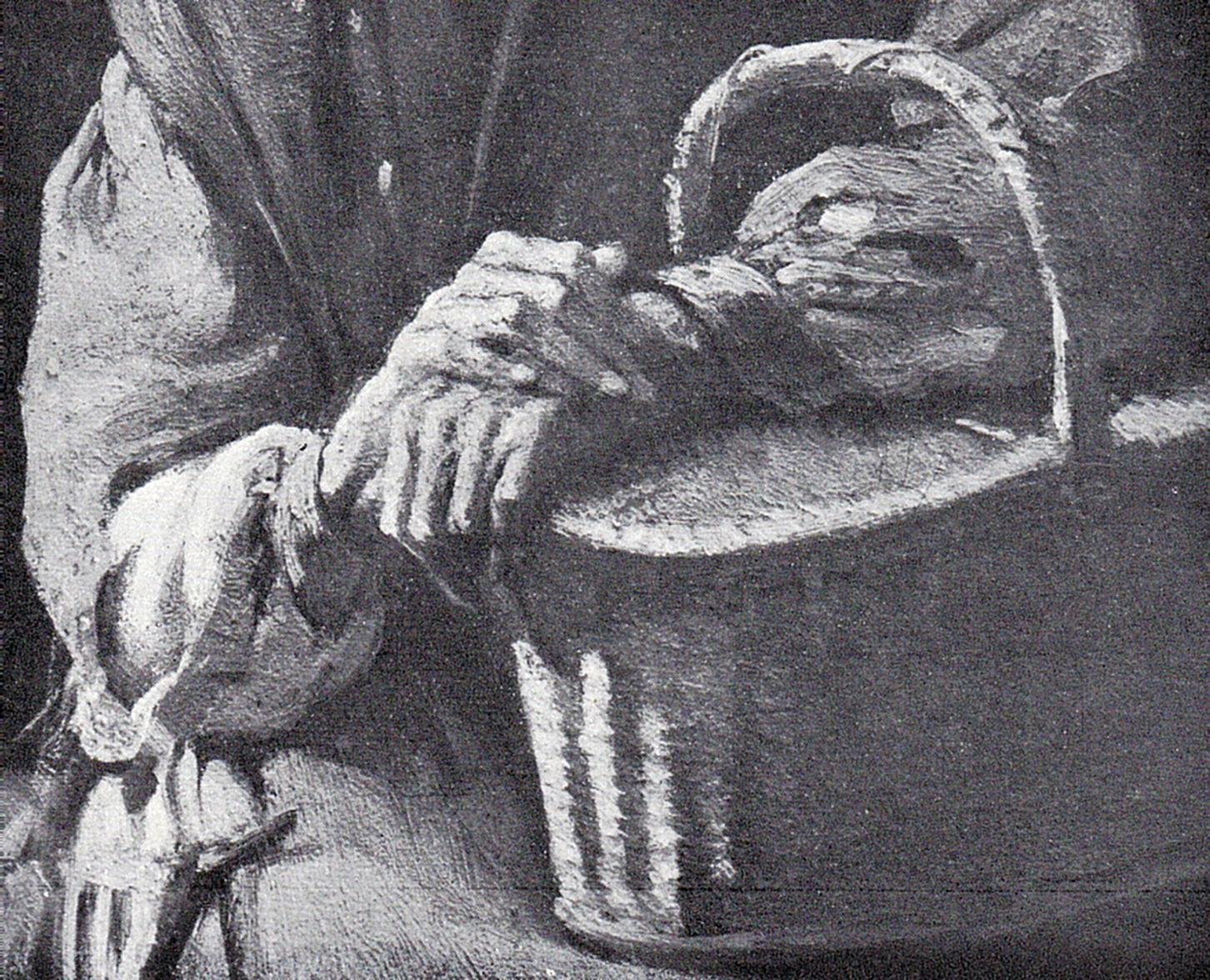
Bătrână cu coșul (Detaliu)
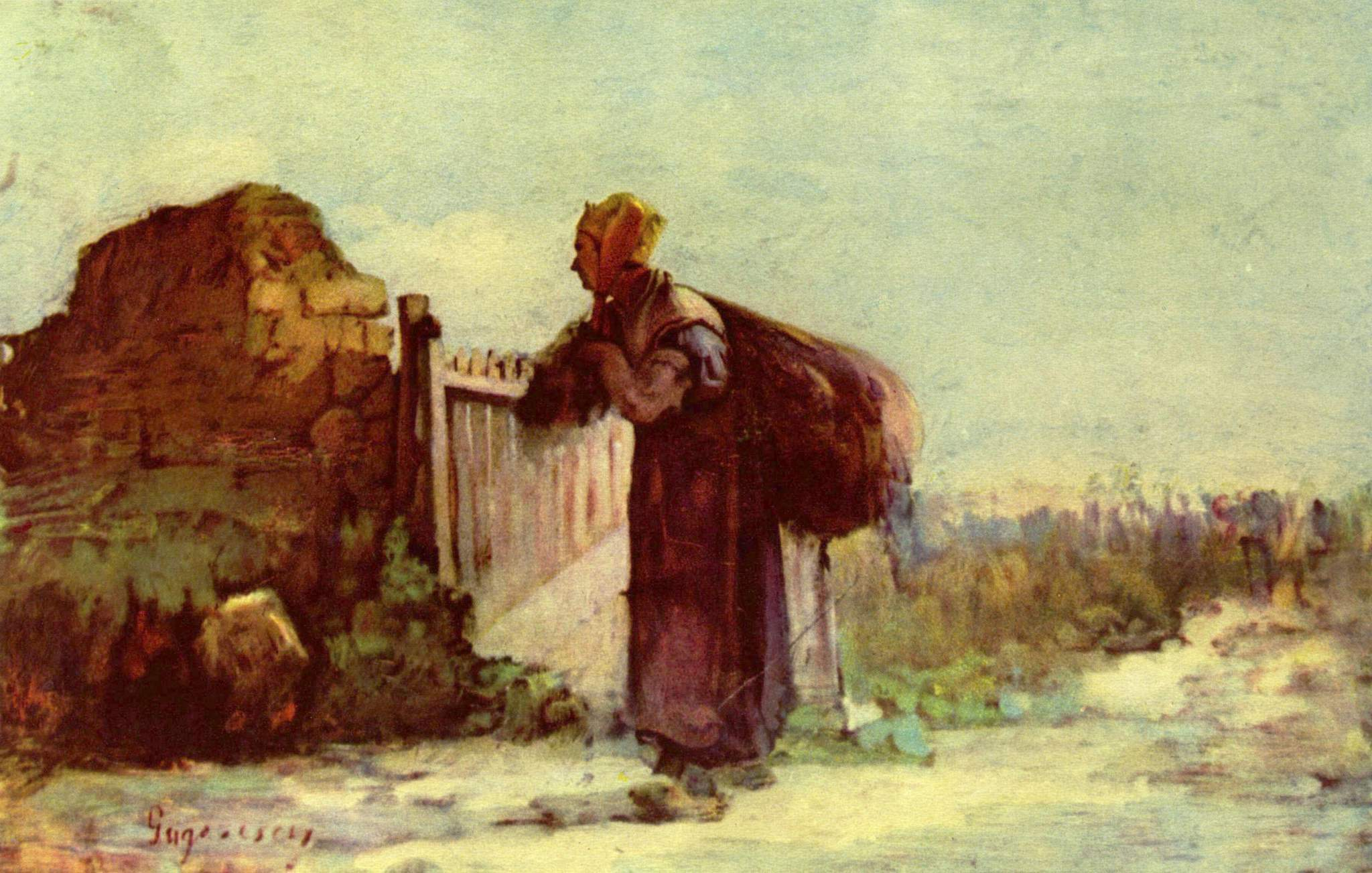
Bătrână cu sacul